# Otto Hermann (Komponist)
Otto Hermann (* 1. Dezemberjul. / 13. Dezember 1878greg. in Tartu, Livland; † 17. Oktober 1933 in Tallinn) war ein estnischer Komponist und Dirigent.

## Leben
Otto Hermann studierte Musik zunächst in Tallinn bei dem estnischen Komponisten Konstantin Türnpu und bei dem Organisten der Tallinner Domkirche, Ernst Reinicke. Anschließend besuchte Hermann von 1898 bis 1900 die Orgelklasse bei Louis Homilius am Sankt Petersburger Konservatorium.
Nach seinem Studium arbeitete Hermann als Organist und Musiklehrer. Von 1906 bis 1908 war er der erste musikalische Leiter des Opernhauses Estonia in Tallinn sowie dessen Chefdirigent. Er organisierte und leitete die ersten Sinfoniekonzerte in der estnischen Hauptstadt.
Otto Hermann liegt heute auf dem Friedhof von Keila begraben.

## Komponist
Hermann komponierte auch Chor- und Sololieder sowie einige Werke für Orchester. Die bekanntesten sind die „Frühlingssinfonie“ (Kevade sümfoonia, 1924), die fünf sinfonischen Gedichte, vier Orchestersuiten sowie die Bühnenmusik zu Franz Grillparzers Drama Die Argonauten. 1926 komponierte Hermann die Oper „Ilo“, die aber unaufgeführt blieb.